# Angeli
Angeli er en animationsfilm instrueret af Lejf Marcussen efter eget manuskript.

## Handling
Animationsfilm om håb, angst og fantasier på et hospitals hjerteafdeling. Det er en aften ved juletid. Patienterne er faldet i søvn, og hospitalets digitale måleapparatur glider sammen med gaver fra familie og venner ind i et billedfortættet og konstant transformerende drømmeunivers, som vidner om patienternes visioner og sindstilstande.